# Département Artibonite
Artibonite ist eines der zehn Départements in Haiti. Es ist benannt nach dem Fluss Artibonite, der in ihm in den Golf von Gonâve mündet. Es umfasst eine Fläche von 4887 km² und hat rund 1.728.000 Einwohner (Stand 2015). Neben der Hauptstadt Gonaïves ist Saint-Marc die wichtigste Stadt im Département Artibonite.

## Geschichte
Anfang 2004 schlossen sich bewaffnete Gegner von Präsident Jean-Bertrand Aristide zur Front pour la Reconstruction Nationale (FRN) zusammen. Ihr Aufstand begann im Département Artibonite und führte zum Sturz des Präsidenten am 29. Februar 2004.

## Wirtschaft
In Artibonite wird ein Großteil des haitianischen Reises angebaut.

## Arrondissements
Das Department wird in fünf Kreise (Arrondissements) eingeteilt:
1. Dessalines
2. Gonaïves
3. Gros-Morne
4. Marmelade
5. Saint-Marc

## Gemeinden
- Anse-Rouge
- Desdunes
- Dessalines
- Ennery
- Gonaïves
- Grande-Saline
- Gros-Morne
- La Chapelle
- Marmelade
- Petite Rivière de l’Artibonite

- Saint Michel de l’Attalaye
- Saint-Marc
- Terre-Neuve
- Verrettes